# La fille noyée
La fille noyée (vertaling: het verdronken meisje) is het tweede officiële album van de Nederlandse zangeres Wende Snijders. Het is een deels Franstalig en deels Nederlandstalig album waarin Snijders klassieke chansons in een nieuw jasje gestoken heeft. Het album won een Edison Music Award. In 2006 en 2007 stond het album in totaal 24 weken in de album top 100 met als hoogste positie plaats 9. Het officiële nummer van uitgave is BIS 100. Naar aanleiding van het uitbrengen van dit album verzorgde Wende in september 2006 een korte concertreeks. Het duet Alleen de wind weet, met Huub van der Lubbe, is op single uitgebracht. In een gelimiteerde uitgave was een bonusdisc toegevoegd met daarop twee extra nummers.

## Tracklist
1. Le Plat Pays (3:02)
2. Vesoul (3:34)
3. Familiale (3:36)
4. La Chanson De Mandalay (2:45)
5. La Fleur D'istanbul (6:00)
6. De Dame Vloert De Blues (3:38)
7. Dis, Quand Reviendras-tu? (3:47)
8. De Nuttelozen Van De Nacht (5:00)
9. Alleen De Wind Weet (5:07)
10. Chante (5:17)
11. Gebed (3:16)
12. Les Désespérés (3:03)
13. La Fille Noyée (2:37)
14. De Wereld Beweegt (3:18)

### Bonusdisc
1. Complainte De La Seine (4:37)
2. Je Chante (3:04)

## Muzikanten
- Huub van der Lubbe
- Bart Wolvekamp - piano
- Egon Kracht - contrabas
- Nout Ingenhousz – slagwerk en percussie
- Saartje Van Camp - cello
- Ro Krauss - altviool
- Martijn van der Linden - viool
- Rogier Bosman – tuba, trompet, accordeon, bügel
- Michiel van Dijk – klarinet, sopraansax, baritonsax
- Ruud Breuls – trompet, bügel
- Kim Weemhoff – percussie,samples
- Metropole Orkest, onder leiding van Arjen Tien
- *Symfonický orchestr hlavního města Prahy FOK